# Oh My Girl
Oh My Girl (en hangul, 오마이걸; estilizado como OH MY GIRL) es un grupo femenino surcoreano formado por la empresa WM Entertainment en 2015.Estaba originalmente conformado por Arin, Seunghee, Jiho, Hyojung, Yubin, YooA, Mimi y JinE. Debutaron con el minialbum 'OH MY GIRL' y su canción principal 'Cupid' el 20 de abril de 2015. Actualmente está conformado por Hyojung, Mimi, YooA, Seunghee, Yubin y Arin. El nombre de su fanclub es 'Miracle' (En hangul, 미라클) aludiendo a que sus aficionados son un milagro para ellas.

## Miembros
| Integrantes      | Integrantes      | Integrantes  | Integrantes | Integrantes                        | Integrantes              |
| Nombre artístico | Nombre artístico | Nombre real  | Nombre real | Fecha de nacimiento                | Lugar de nacimiento      |
| Romanización     | Hangul           | Romanización | Hangul      | Fecha de nacimiento                | Lugar de nacimiento      |
| ---------------- | ---------------- | ------------ | ----------- | ---------------------------------- | ------------------------ |
| Hyojung          | 효정             | Choi Hyojung | 최효정      | 28 de julio de 1994 (30 años)      | Anyang, Corea del Sur    |
| Mimi             | 미미             | Kim Mihyun   | 김미현      | 1 de mayo de 1995 (30 años)        | Jeju, Corea del Sur      |
| YooA             | 유아             | Yoo Shi Ah   | 유시아      | 17 de septiembre de 1995 (29 años) | Seúl, Corea del Sur      |
| Seunghee         | 승희             | Mimi Vang    | 미미 방     | 25 de enero de 1996 (29 años)      | Chuncheon, Corea del Sur |
| Yubin            | 유빈             | Bae Yubin    | 배유빈      | 9 de septiembre de 1997 (27 años)  | Chuncheon, Corea del Sur |
| Arin             | 아린             | Choi Ye Won  | 최예원      | 18 de junio de 1999 (26 años)      | Seúl, Corea del Sur      |
| Exintegrantes    |                  |              |             |                                    |                          |
| Jiho             | 지호             | Kim Jiho     | 김지호      | 4 de abril de 1997 (28 años)       | Okcheon, Corea del Sur   |
| JinE             | 진이             | Shin Hyejin  | 신혜진      | 22 de enero de 1995 (30 años)      | Pohang, Corea del Sur    |

## Discografía
| Álbumes de estudio - 2019: The Fifth Season - 2022: Real Love Miniálbumes / EPs - 2015: OH MY GIRL - 2015: CLOSER' - 2016: PINK OCEAN - 2016: WINDY DAY - 2016: LISTEN TO MY WORD - 2017: COLORING BOOK - 2018: SECRET GARDEN - 2018: REMEMBER ME - 2019: FALL IN LOVE - 2020: NONSTOP - 2021: Dear OHMYGIRL | - 2018: Banana Ga Taberenai Saru - 2019: OH MY GIRL JAPAN DEBUT ALBUM - 2019: OH MY GIRL JAPAN 2nd ALBUM - 2020: Eternally |